# Aramon Blanc
Aramon Blanc ist eine sehr alte weiße Rebsorte. Sie stammt möglicherweise aus Spanien. Untersuchungen von Ferdinand Regner legen jedoch eine enge Verwandtschaft mit der Heunisch Familie nahe.
Sie entstand ähnlich wie die Sorte Aramon Gris als Mutation aus der Sorte Aramon.
Siehe auch die Artikel Weinbau in Spanien und Weinbau in Frankreich sowie die Liste von Rebsorten.

## Ampelographische Sortenmerkmale
In der Ampelographie wird der Habitus folgendermaßen beschrieben:
- Die Triebspitze ist offen. Sie ist leicht weißwollig behaart. Die Jungblätter sind spinnwebig behaart und gelbfarben gefleckt.
- Die großen Blätter  sind dünn und nur schwach ausgeprägt dreilappig, selten fünflappig (siehe auch den Artikel Blattform). Die Stielbucht ist V-förmig offen. Der Blattrand ist spitz gesägt. Die Zähne sind im Vergleich zu anderen Rebsorten eng gesetzt.
- Die walzen- bis kegelförmige Traube ist sehr groß (meist 400 - 600 gr schwer, vereinzelt bis zu 1 kg), geschultert und dichtbeerig. Die rundlichen  Beeren sind groß (im Mittel 3,6 Gramm). Sie sind bei Vollreife von weißlich-gelber Farbe.

Die Rebsorte Aramon Blanc reift circa 25 Tage nach dem Gutedel und ist gilt damit für eine Rebsorte international als spät reifend. Die Sorte gilt als sehr ertragsreich.
Aramon Blanc treibt früh aus und ist somit bei späten Frühjahrsfrösten gefährdet. Sie ist wenig empfindlich gegen die Pilzkrankheit Echter Mehltau, jedoch sehr empfindlich gegen den Falschen Mehltau, die Eutypiose sowie gegen die Grauschimmelfäule.
Während die Erträge in kargen Hanglagen bei niedrigen 50 bis 70 hl/ha liegen, kann er in fruchtbaren Ebenen auf 250 bis 400 hl/ha steigen. Aramon Blanc ist eine Varietät der Edlen Weinrebe (Vitis vinifera). Sie besitzt zwittrige Blüten und ist somit selbstfruchtend. Beim Weinbau wird der ökonomische Nachteil vermieden, keinen Ertrag liefernde, männliche Pflanzen anbauen zu müssen.

## Synonyme
Die Rebsorte Aramon Blanc ist auch unter den Namen Aramon panaché, Brom, Dangedokskii belyi, Eramoul, Féhér Aramon, Gamé provansalskii, Langedokskii belyi und Ochsenauge weiß bekannt.